# Son of the Mask
Son of the Mask (bra: O Filho do Máskara ; prt: A Máscara 2 - A Nova Geração ) é um filme estadunidense de fantasia e comédia familiar de 2005 baseado nas histórias em quadrinhos publicada pela Dark Horse Comics sobre o personagem The Mask, dirigido por Lawrence Guterman, estrelado por Jamie Kennedy como Tim Avery, um aspirante a cartunista de Fringe City, que acabou de ter seu primeiro filho que nasceu com os poderes da Máscara. O filme é a sequência de The Mask (1994), apesar de seguir rumos diferentes, sugerindo que não seja uma sequência direta, mas um spin-off.
Estima-se que o filme teve um orçamento entre 84 e 100 milhões de dólares, tendo arrecadado 57,6 milhões dólares de bilheteria mundial bruta, tornando-se um fracasso comercial. Ao contrário do primeiro filme que era mais orientado para adultos, este é um filme de família com um tom muito mais leve e cômico sendo que o primeiro tinha um tom mais escuro. O filme foi amplamente criticado pelos críticos, ganhando o Prêmio Framboesa de Ouro de Pior Remake ou Sequência.

## Enredo
Uma década após os eventos do primeiro filme, o Dr. Arthur Neuman está guiando visitantes do museu de Edge City onde é apresentada uma exposição sobre a mitologia nórdica; quando o Dr. Neuman chega à sala onde está exposta a máscara de Loki, um homem de preto fica cada vez mais ansioso. Neuman menciona que Loki criou a máscara e a jogou na Terra e que aqueles que a usarem teriam os mesmos poderes de Loki. Quando o Dr. Neuman menciona que Loki foi castigado por seu pai Odin, o estranho homem de preto fica muito irritado e se transforma, revelando ser Loki; os visitantes entram em pânico e fogem, mas Neuman fica para discutir com o deus raivoso. Loki pega a máscara, mas percebe que ela é falsa; com raiva, ele remove o rosto ainda falante do Dr. Neuman de seu corpo e o coloca no suporte onde estava o objeto, antes de se livrar dos guardas e sair do museu em um furacão de raiva. Enquanto isso, a máscara real, que foi lançada no rio por Stanley Ipkiss e Tina Carlyle em 1994, faz o seu caminho para uma cidade chamada Fringe City, não muito longe de Edge City, e é encontrada por um cachorro chamado Otis, que tem como dono Tim Avery, um cartunista aspirante de uma companhia de animação e que encontra-se relutante em se tornar pai; ele tem uma esposa chamada Tonya e um melhor amigo no estúdio de animação chamado Jorge.
Em uma ilha tropical, Loki está descansando até Odin surgir nos ceús e confrontá-lo, ordenando que seu filho encontre a máscara; Loki pede a Odin para ajudá-lo, mas Odin diz a Loki que esta é uma responsabilidade exclusivamente dele e somente ele deve resolver. Mais tarde naquela noite Tim, após achar a máscara que estava com Otis, usa o objeto para ir à uma festa de Halloween de sua empresa, transformando-se em um cômico homem de rosto verde que realiza seus desejos e altera tudo ao seu redor à seu favor. Quando a festa da empresa torna-se entediante, Tim usa seus poderes da máscara para executar um remix de "Can't Take My Eyes Off You", fazendo da festa um sucesso e dando ao chefe de Tim a ideia de um novo desenho animado, resultando em sua promoção no dia seguinte.
Tim retorna para sua casa e faz amor com sua esposa ainda usando a máscara, concebendo um bebê; o bebê, nomeado de Alvey, demonstra ter os mesmos poderes da máscara de Loki quando ele nasce, embora inicialmente somente Tim testemunhe suas atitudes loucas. Enquanto isso, Loki está tentando encontrar a criança nascida da máscara após ser avisado por seu pai, a qual avisa Loki que, ao encontrar a criança ele encontrará a máscara. Mais tarde, Tonya faz uma viagem de negócios, deixando Tim com o bebê sozinho em casa. Tim, que foi promovido no trabalho, tenta desesperadamente trabalhar em seu desenho animado em casa, mas é constantemente interrompido pelo bebê Alvey; a fim de obter um pouco de paz e tranquilidade, Tim deixa Alvey assistir televisão, onde ele vê os desenhos Michigan J. Frog, The Flintstones, Transformers: Armada e Woody Woodpecker; Alvey, através das animações da TV, obtém diabolicamente a ideia de mexer com a cabeça do pai usando seus poderes de máscara. Enquanto isso, Otis, o cão, que se sente ignorado por Tim por causa de Alvey, veste a máscara por acidente e se torna uma versão animal enlouquecida de si mesmo, que deseja se livrar do bebê, mas todas as suas tentativas são frustradas por Alvey. Tim começa a notar o comportamento selvagem de seu filho e de seu cachorro quando Alvey começa a assediá-lo mentalmente; eventualmente, Loki encontra o bebê nascido da máscara e questiona Tim pelo objeto, mas é frustrado por Alvey, que usa seus poderes para proteger seu pai.
Eventualmente, Odin fica farto da abordagem destrutiva de Loki e tira os seus poderes dele. Tim, notavelmente perturbado pelas "travessuras" de seu filho e seu cão, é mais tarde demitido depois de não conseguir impressionar seu chefe durante uma reunião, mas é capaz de se reconciliar e se relacionar com Alvey, mesmo após suas traquinagens. Loki, ainda determinado a agradar seu pai, consegue completar um ritual de convocação e apelar para Odin restaurar seus poderes; Odin concorda, mas apenas por um tempo limitado, afirmando que esta será sua última chance de conseguir a máscara de volta. Loki então sequestra Alvey para trocar pela máscara com Tim, mas decide mantê-lo apesar da troca, forçando Tim a usar a máscara novamente para lutar contra Loki. O confronto subsequente é relativamente equilibrado devido a Loki e Tim mascarado possuírem poderes iguais, levando Loki a parar a luta e sugerir que eles deixem Alvey decidir com quem ele quer viver; o bebê, mesmo após Loki tentar forçar sua escolha com brincadeiras divertidas, acaba escolhendo Tim, que tira a máscara para pedir desculpas a ele por ter se preocupado mais com suas tarefas do trabalho do que com ele e diz que o ama.
Entristecido e enfurecido por ter sido rejeitado pelo bebê, Loki tenta matar Tim, mas seu tempo dado por seu pai acaba e seus poderes desaparecem; Odin surge e renega Loki, chamando-o de fracasso; Tim, no entanto, sente pena de Loki e resolve defendê-lo. Ele lembra Odin que, independentemente de seus problemas, eles ainda serão pai e filho e que "a coisa mais importante na vida é um relacionamento com sua família". Tocado pelas palavras sinceras de Tim, Odin finalmente abraça Loki e reconcilia-se com seu filho, levando a máscara dada gentilmente por Tim com eles. Tempos depois, o desenho animado de Tim, baseado em suas próprias experiências de um menino e um cachorro competindo pela atenção do pai (com Jorge interpretando o pai através de performance de captura de movimento), torna-se um sucesso e Tonya revela que está grávida novamente; Alvey pisca para a câmera após ela ser fechada em seu rosto.

## Elenco
- Jamie Kennedy como Timothy "Tim" Avery / O Máskara: Um cartunista de talento, mas que está a espera de uma oportunidade na empresa de animação em que trabalha, a AnimaMundi. Ele vive com sua bela esposa Tonya e seu cão Otis em uma bela casa colorida, em Fringe City, que fica há dez quilômetros de Edge City (descrita nesse filme como "A Cidade do Fim do Mundo"). Azarado e sempre preocupado e nervoso, Tim está relutante com a ideia de se tornar pai. Seu nome Tim Avery é uma homenagem ao famoso cartunista Tex Avery. Quando põe a máscara, Tim ganha uma cara verde, cabelo laranja de plástico, uma voz mais grossa, culta e masculina, um queixo estreito, e um macacão ou smoking branco (entre outras várias roupas). Ele só usa a máscara duas vezes durante o filme.
- Alan Cumming como Loki: O principal antagonista do filme, apesar das muitas trapalhadas e erros que comete. Um fracassado e imaturo, mas poderoso, deus nórdico da escuridão e do mal, conhecido também como o 'Deus da Travessura' e 'O Trapaceiro'.  Depois de ser condenado por seu pai Odin (com quem não tem um bom relacionamento) a ir a Terra para encontrar a máscara que criou, Loki faz de tudo para conseguir seu objetivo. Em um certo ponto, ele acaba perdendo seus poderes, mas depois recebe-os de volta. No Brasil, foi dublado pelo cantor Supla.[7]
- Os gêmeos Ryan e Liam Falconer como Alvey Avery: O bebê de Tim e Tonya e personagem-título do filme. Como Tim estava usando a máscara quando passou uma noite com sua esposa, Alvey acabou nascendo com os poderes do mítico objeto. Ele, no entanto, só demonstra seus poderes e habilidades quando está com o pai; o que faz Tim ficar cada vez mais louco. Ele e o cão Otis são inimigos declarados na disputa para chamar a atenção de Tim (pelo menos até o final do filme). O bebê também se torna alvo de cobiça por parte de Loki, que é derrotado várias vezes pelo pequeno. Entre as principais habilidades de Alvey mostradas, estão: girar rapidamente, voar, falar Mamãe, com uma voz grossa, cantar "Hello! My Baby" como o Michigan J. Frog e, assumir a forma de qualquer coisa (até mesmo de personagens de desenhos animados como Pica-Pau e Bambam Rubble).
- Traylor Howard como Tonya Avery: a atenciosa e bela esposa de Tim Avery e mãe carinhosa de Alvey. Precisando fazer uma viagem a trabalho para Nova York e ficar lá por uma semana, ela deixa  o filho aos cuidados de Tim, sem imaginar o caos e as consequências.
- Kal Penn como Jorge: O melhor amigo de Tim na AnimaMundi. Ele trabalha no mesmo andar de Tim e também deseja se tornar um bom animador. Ele é extremamente tímido em torno de uma mulher chamada Sylvia.
- Steven Wright como Daniel Moss: O chefe da empresa de animação AnimaMundi, onde Tim trabalha.
- Bob Hoskins como Odin: O rei da mitologia nórdica e pai de Loki. Autoritário e rabugento, briga sempre com o filho, e o manda a Terra para encontrar a máscara, que já causou muitos prejuízos desde a sua criação.
- Ben Stein como o Dr. Arthur Neuman: Um médico que apareceu no primeiro filme The Mask ajudando Stanley Ipkiss (Jim Carrey) descobrir as origens da máscara e agora aparece como guia do museu invadido por Loki no início do filme.
- Magda Szubanski como Betty, vizinha dos Avery que têm 10 filhos e que ajuda Tim a cuidar de Alvey na ausência de Tonya, mas não acredita nos 'poderes da criança'.
- Ryan Johnson como Chad, rival de Tim na AnimaMundi.
- Victoria Thaine como Sylvia, interesse amoroso de Jorge.

## Produção
Não muito tempo depois do lançamento de The Mask, a revista Nintendo Power anunciou que Jim Carrey estaria retornando em uma sequência chamada "The Mask II". A revista realizou um concurso onde o vencedor seria premiado com um papel no filme. O diretor Chuck Russell, que dirigiu o filme de 1994, expressou seu interesse em uma sequência do "Máskara" nos comentários de The Mask no Laserdisc de 1996; ele estava esperando que Carrey voltasse como o personagem-título, juntamente com Amy Yasbeck, que interpretou a repórter Peggy Brandt no original. No filme, Russell havia decidido cortar cenas que mostrava Peggy morta, deixando a personagem disponível para uma sequência. Em um programa da apresentadora Barbara Walters de 1995, Carrey revelou que lhe foi oferecido US$ 10 milhões para estrelar em "The Mask II", mas recusou, porque suas experiências em Ace Ventura: When Nature Calls o convenceu de que reprisando um personagem que ele havia interpretado anteriormente lhe oferecia menos desafios como ator. Devido a Carrey recusar-se a reprisar seu papel o projeto nunca se concretizou e o conceito da sequela foi completamente alterado. O vencedor do concurso fracassado da Nintendo Power acabou recebendo cinco mil dólares e outros prêmios, além de um pedido de desculpas formal da revista em sua edição final em 2012.
Em 2001, foi relatado que Lance Khazei foi convidado pela New Line Cinema para fazer o roteiro de uma continuação de The Mask.
Abordando as diferenças entre a sequência e o filme original, Russell comparou as diferenças entre Alien, o Oitavo Passageiro e Aliens, afirmando que "Son of the Mask é uma história completamente diferente".
Ben Stein reprisou seu papel do Dr. Arthur Neuman do filme original de 1994. Ele está envolvido no filme para restabelecer a relação entre a máscara e seu criador, Loki. Ele é o único ator a aparecer em ambos os filmes, bem como na série de desenhos animados The Mask. O nome do cachorro de Tim, Otis, se conecta com o cão do filme original e da história em quadrinhos, Milo, como uma referência ao filme japonês Koneko monogatari (que nos Estados Unidos recebeu o título The Adventures of Milo and Otis). O personagem Tim Avery é uma homenagem ao famoso cartunista Tex Avery, inclusive Tim Avery quer ser cartunista durante todo o filme. O filme foi rodado nos estúdios da Fox Studios em Sydney, Austrália.

## Recepção
No site agregador Rotten Tomatoes, o filme possui uma classificação de aprovação de 6% com base em 104 avaliações e uma classificação média de 2.8/10; o consenso do site diz: "Excessivamente frenético, dolorosamente sem graça e com a falta da presença de Jim Carrey muito sentida"; o site colocou o filme em 75º lugar na lista dos 100 piores filmes avaliados dos anos 2000. No Metacritic, o filme tem a pontuação 20/100 com base em 26 críticas, indicando "críticas geralmente desfavoráveis". As audiências consultadas pelo CinemaScore deram ao filme uma nota média de "B-" na escala de A+ a F.
Em sua resenha, Richard Roeper afirmou: "Nos cinco anos em que co-organizo esse programa, este é o mais próximo que já cheguei de deixar de assistir um filme antes do fim [...]". Roger Ebert deu ao filme uma estrela e meia e afirmou: "O que basicamente temos aqui é uma licença para os cineastas fazerem o que quiserem com os efeitos especiais, enquanto os personagens do bebê e cachorro imitam freneticamente os desenhos de Wile E. Coyote e Papa-Léguas"; mais tarde, Ebert nomeou-o como quinto pior filme de 2005. Em seu programa de televisão, Ebert & Roeper, o crítico avaliou o filme com duas polegadas negativas. Lou Lumerick, do New York Post, atribuiu ao filme nenhuma estrela em sua crítica e disse que "os pais que deixarem seus filhos verem esse horroroso filme devem ser acusados de abuso; assim como departamento de censura de cinema que 'estranhamente' liberou o filme com uma classificação PG".
Son of the Mask foi o filme mais indicado para o Framboesa de Ouro de 2005 com oito indicações, vencendo na categoria de "Pior Remake ou Sequência", e ganhou vários prêmios do Stinkers Bad Movie Awards de 2005, incluindo pior ator (Jamie Kennedy), e pior casal (Kennedy e Traylor Howard). O filme faturou US$ 57,6 milhões contra um orçamento entre 84 e 100 milhões, tornando se uma bomba comercial.

## Possível sequência
Sobre a possibilidade de um terceiro filme, Mike Richardson disse: "Temos conversado sobre reviver The Mask, tanto no cinema quanto nos quadrinhos. Tivemos alguns falsos inícios de projeto".